# Praxagoras d'Athènes
Pour les articles homonymes, voir Praxagoras.
Praxagoras d'Athènes est un historien paien qui a vécu au début du IVe siècle.

## Biographie
Praxagoras est né à Athènes dans une famille aristocratique. Il a rédigé trois ouvrages historiques, tous perdus. Selon Photios ; deux livres intitulés Sur les rois d'Athènes qu'il a écrits dans sa 19ème année (vers 329), une Histoire de Constantin le Grand en deux livres qu'il a écrits dans sa 22ème année (vers 331) et six livres intitulés Alexandre, roi des Macédoniens, qu'il a écrits dans sa 31ème année (vers 340).
La biographie de Constantin fait l'objet du codex 62 de la Bibliothèque de Photius. L'ouvrage Historici Græci Minores (Historiens grecs mineurs) de Ludwig Dindorf (1870) comprend les fragments des écrits de Praxagoras.